# مزرعه بابا عبدالله
مزرعه بابا عبدالله یک منطقهٔ مسکونی در ایران است که در دهستان پشتکوه رستم واقع شده‌است. مزرعه بابا عبدالله ۲۷ نفر جمعیت دارد.